# Cuisenaire-rudak

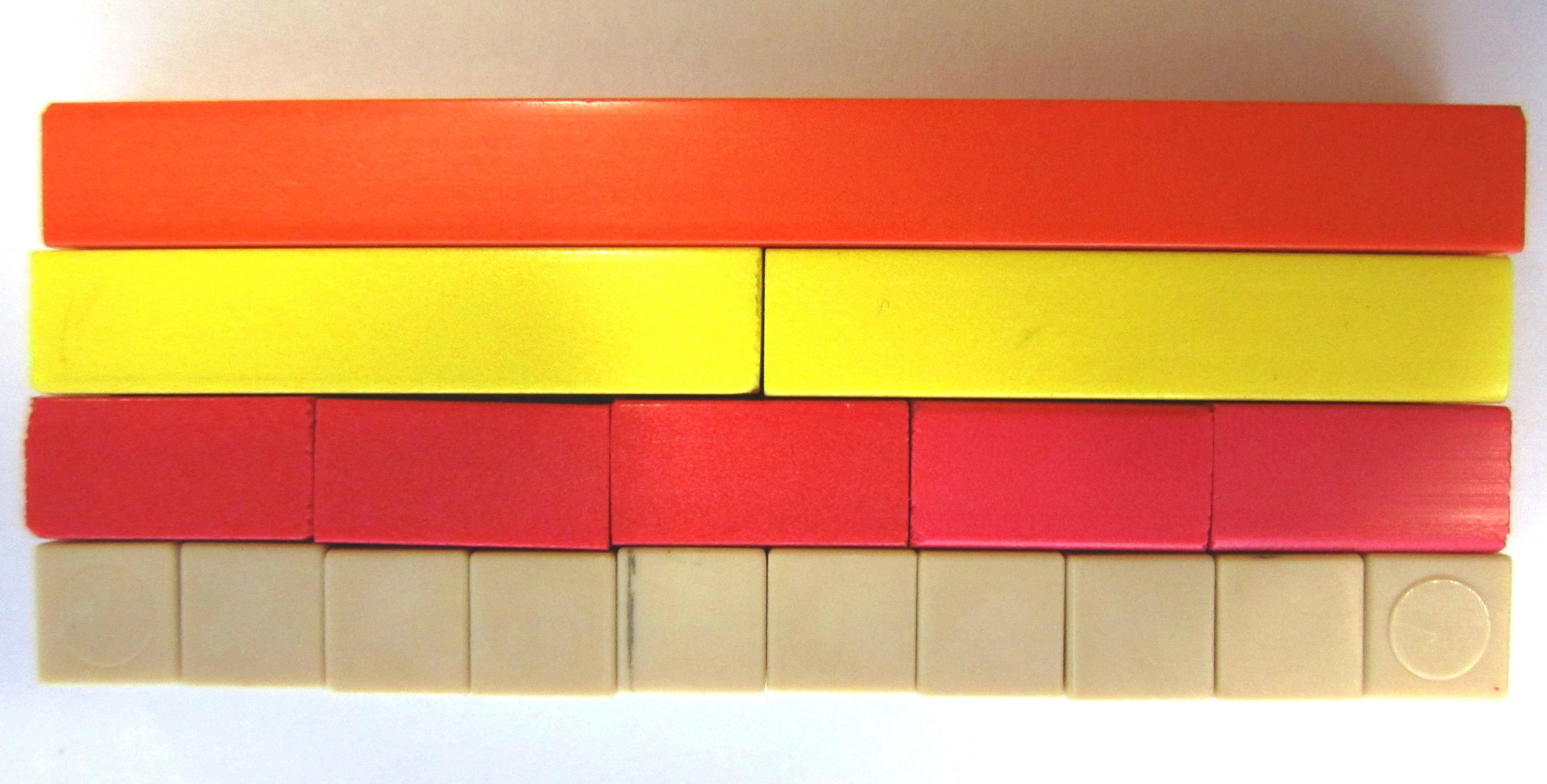
Az eredeti Cuisenaire-rúdkészlet használatban: a tíz osztóinak szemléltetése

A Cuisenaire-rúdkészletek segédeszközök a matematika és az idegen nyelv tanításához. Segítségükkel kézzelfoghatóvá válnak a számok, a velük végzett alapműveletek, a törtek és az oszthatóság fogalmai.
A rudakat Georges Cuisenaire (1891–1975) belga tanító alkotta meg. Caleb Gattegno az 1950-es évek kezdetétől népszerűsítette a készletet, mondván: Georges Cuisenaire megmutatta, hogy a hagyományos módszerrel tanulók közül azok, akik gyengén teljesítettek, a színes rúd készlet segítségével a nagyon jó kategóriába kerültek át.
A rúdkészlet nem mindenkinek tud segíteni. A szám-szín szinesztézia színesnek mutatja a számokat, így a tanulót összezavarják a rossz színek. A rudak átszínezésének megengedése ezt a problémát megoldaná, de felvet egy újabbat: A gyerekközösségek sokszor nem tudják elviselni, ha egyik tagjuk különbözik a többitől, így a szinesztétát kiközösíthetik, mert más színű rúdkészletet használ. A szinesztézia sokkal gyakoribb, mint ahogy azt korábban vélték: 23 ember közül egy szinesztéta, és a szám-szín szinesztézia a gyakoribb típusok közé tartozik. Gyerekek között a szinesztézia gyakoribb.

## A készletek elemei
Az eredeti készlet elemei:
| Szín                                    | Rövidítés | Hossz (centiméterben) |
| --------------------------------------- | --------- | --------------------- |
| Fehér (White)                           | w         | 1                     |
| Piros (Red)                             | r         | 2                     |
| Világoszöld (Light green)               | g         | 3                     |
| Püspöklila/rózsaszín (Purple (or pink)) | p         | 4                     |
| Sárga (Yellow)                          | y         | 5                     |
| Sötétzöld (Dark green)                  | d         | 6                     |
| Fekete (Black)                          | b         | 7                     |
| Barna (Brown (or "tan"))                | t         | 8                     |
| Kék (Blue)                              | B         | 9                     |
| Narancssárga (Orange)                   | O         | 10                    |

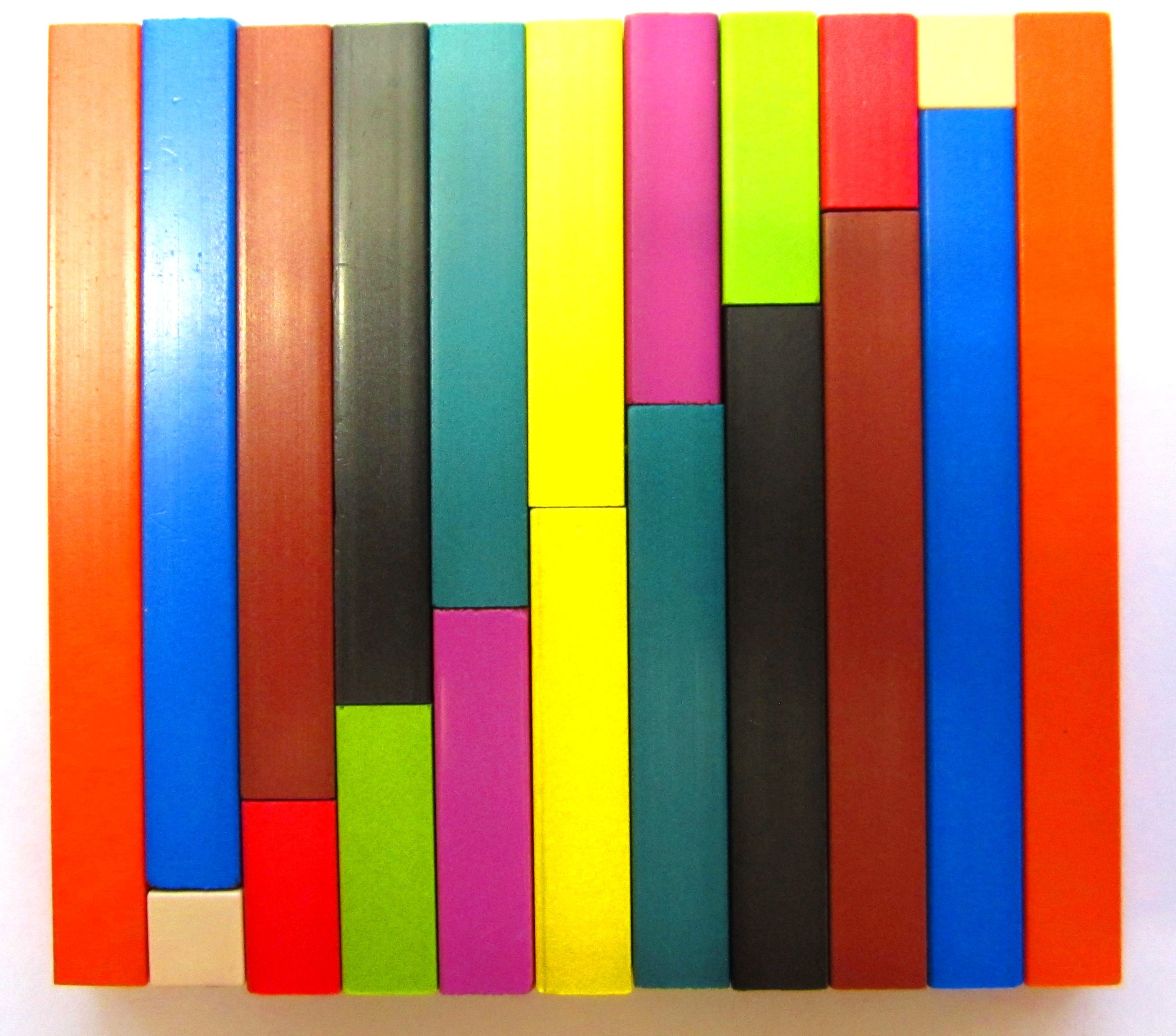
A 10 kételemű szőnyegezése az eredeti készlettel

Közép- és Kelet-Európában megváltoztatták a színezést, és a készletet kibővítették egy 12-es és egy 16-os rúddal. Ezt a készletet ismerjük mi.
| Szín         | Hossz (centiméterben) |
| ------------ | --------------------- |
| Fehér        | 1                     |
| Rózsaszín    | 2                     |
| Világoskék   | 3                     |
| Piros        | 4                     |
| Sárga        | 5                     |
| Lila         | 6                     |
| Fekete       | 7                     |
| Barna/bordó  | 8                     |
| Sötétkék     | 9                     |
| Narancssárga | 10                    |
| Zöld         | 12                    |
| Sötétbarna   | 16                    |

## Felhasználása

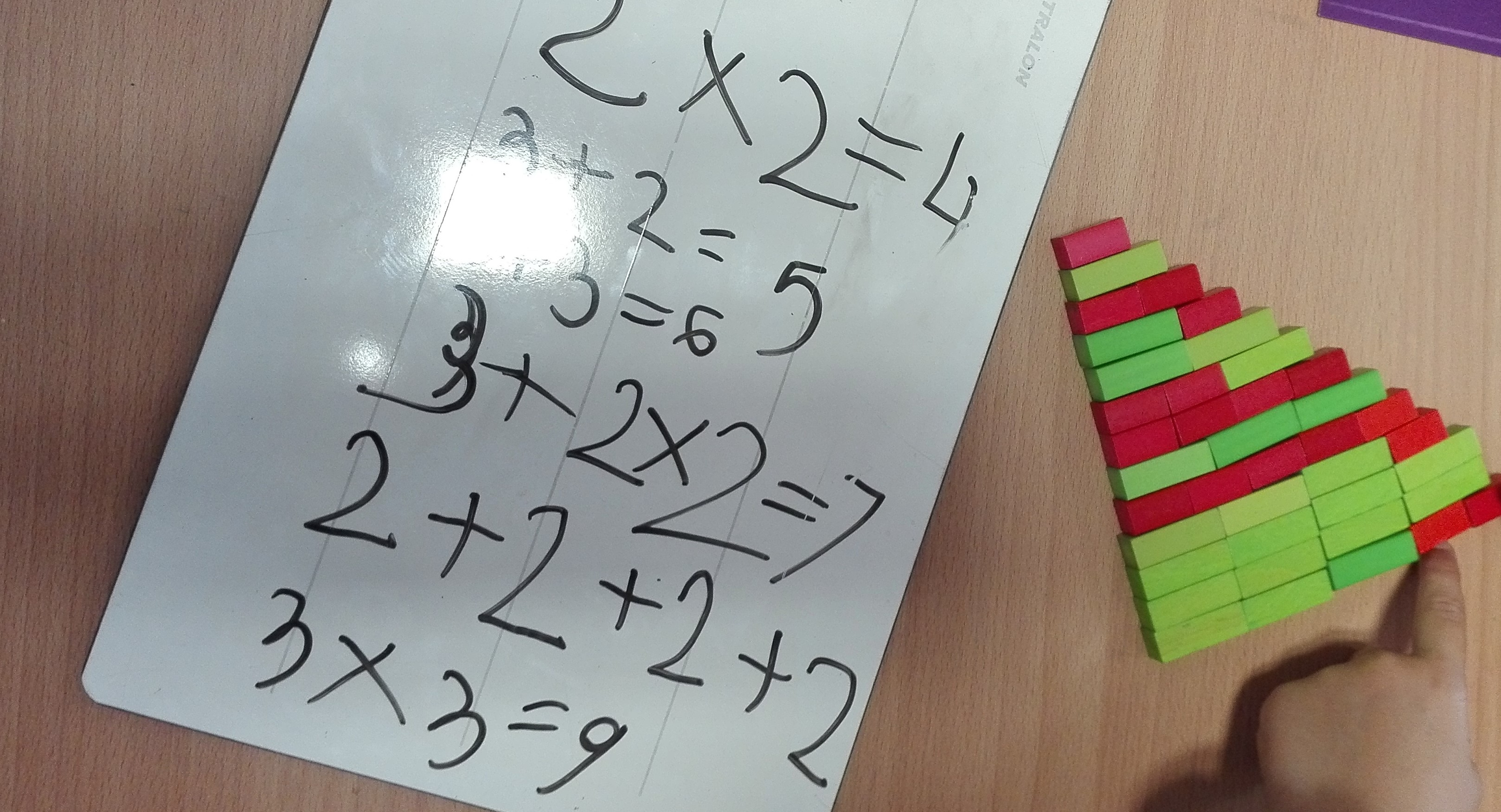
Lépcső építése az eredeti készlet piros (kettes) és világoszöld (hármas) rúdjaiból

A matematika tanításában különböző korú tanulók oktatására használják, így taníthatók vele a következő fogalmak:
- Számlálás, sorozatok, algebrai levezetések
- Összeadás és kivonás
- Szorzás és osztás
- Törtek, arányok, arányosságok
- Moduláris aritmetika

A nyelvtanításban a csendes módszer támaszkodik a színes rudakra:
- Nyelvi szerkezetek, mint elöljárószavak, névutók, determinánsok, időhatározók, fokozás, igeidők, satöbbi.
- Szavak, szócsoportok, mondatok hangsúlyozása.
- Szerkezetek, mint az angol igeidők szemléltetése.[7]
- Különböző eszközök reprezentálása[8]

A módszer más eszközöket, például színkódolt kiejtési útmutatókat is használ, hogy az idő előrehaladtával a tanár helyett inkább a tanulók beszéljenek, főként a tanult nyelven.

## Más színes rúdkészletek

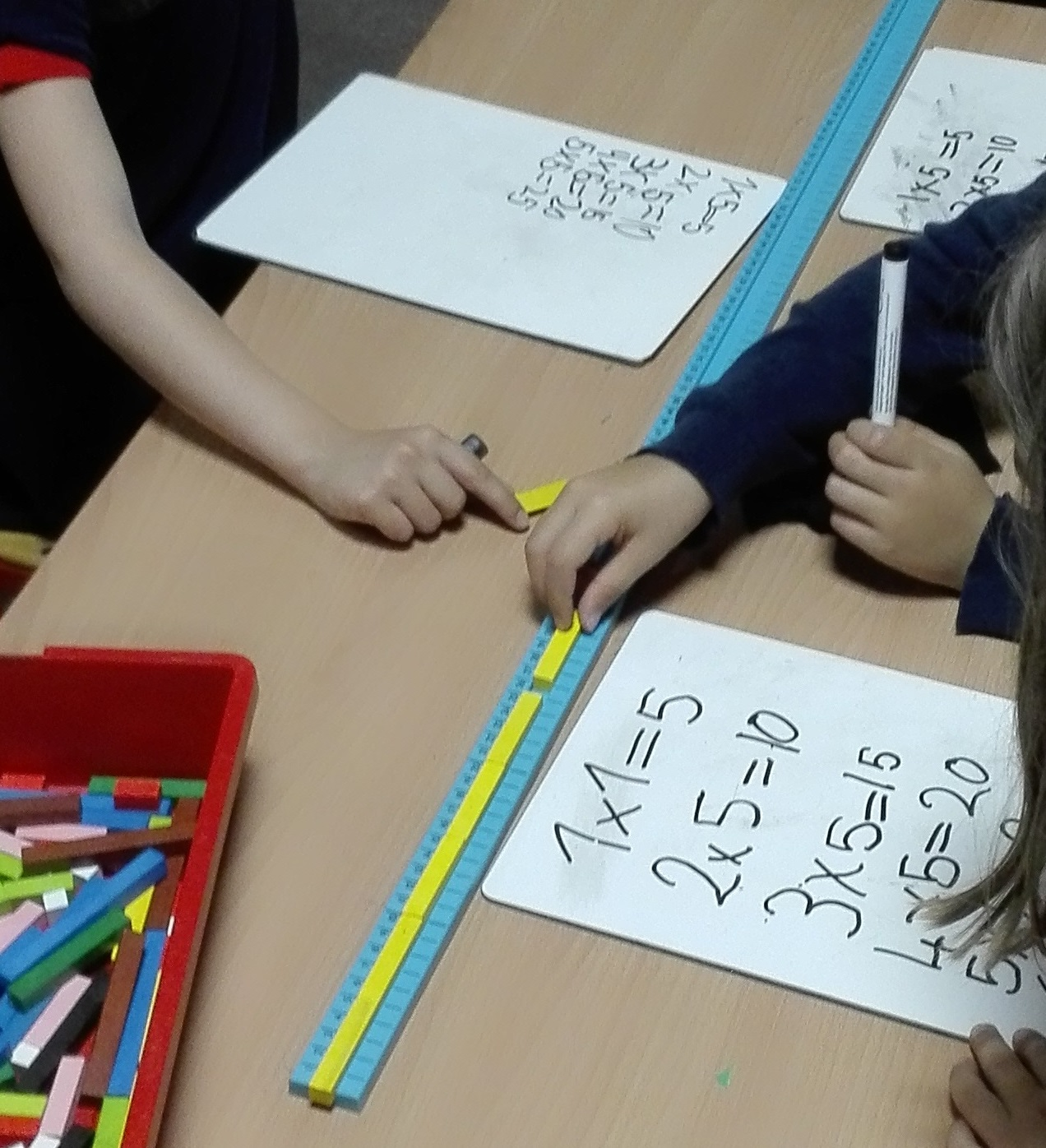
Hatévesek Cuisenaire-szalagot használnak a szorzás felfedezésére

Maria Montessori az első iskolájától kezdve használt színes rudakat a számok és a mértékegységek tanítására. Talán ez volt az első alkalom a színes rudak használatára a matematika tanításában.
Catherine Stern fából készült rudakat vezetett be, esztétikailag összeillő színekkel. A rudak nagyobbak voltak, mint a Cuisenaire-rudak. Használatukról a könyvek nagyjából abban az időben jelentek meg, mint a Cuisenaire-rudak.  Kiegészítőket is tervezett hozzájuk, mint dobozokat, mérőszalagokat. Tony Wing felhasználta Stern ötleteit, és a Cuisenaire-rudakhoz is gyártott hasonlókat.
Seton Pollock 1961-ben mutatta be színfaktor rendszerét,  mely 1-től 12-ig javasolt színeket a rudak számára. Az 1 számára maradt a fehér. A kis prímek (2, 3, 5) számára az alapszínek (piros, kék, sárga); a nagyobb prímek számára szürke (7 világos, 11 sötét). A többi  szám színét prímtényezőik színeinek keverésével lehet megkapni. Ezt a rendszert használta a Seton család, mielőtt csatlakoztak Edward Arnoldhoz.

## Története
Maria Montessori és Friedrich Fröbel használt rudakat számok szemléltetésére,  de Georges Cuisenaire tette világszerte ismertté a rudakat az 1950-es években. Könyve 1952-ben jelent meg, Les nombres en couleurs (Számok színekben) címmel. Cuisenaire hegedült, zenét és számolást tanított Thuin általános iskolájában. Azon csodálkozott, hogy miért könnyebb a gyerekeknek elkapni egy hangot, és miért nem találják könnyűnek és élvezhetőnek a matematikát. A zenével való kapcsolatot felhasználva kísérleteket végzett, majd 1931-ben tíz különböző hosszú rudat vágott ki fából, különböző színűre festette őket, és elkezdte őket használni a tanításban. 23 évvel később, 1953 áprilisában Caleb Gattegno elhozta tanítványait, hogy lássák a rudakat használatban. Ekkorra már megalapította az International Commission for the Study and Improvement of Mathematics Education (CIEAEM) és az  Association of Teachers of Mathematics szervezeteket, de ahogy a gyerekek a rudakat használták a korukhoz képest bonyolult feladatok megoldására, felvillanyozta.
Gattegno diákközpontú megközelítése számos nevelőt inspirált, habár a segédeszközt sokan tanárközpontúan használták. Madeleine Goutard francia-kanadai nevelő az 1963-as Mathematics and Childrenben arról írt, hogy a tanárok nem tanítanak valami olyasmit, amit a gyerekek nem tudnak, hanem rávezetik őket, hogy maguk fedezzenek fel mindent.
John Holt 1964-ben a How Children Fail-ben arról írt, hogy hibás az a gyakorlat, hogy az eszközzel mielőbb minél több tudást akarnak tölteni a gyerekek fejébe. Meg kell maradni a korábbi, rávezetéses módszernél. Ehhez lassítani kell.
Gattegno 1954-ben megalapította a Cuisenaire Companyt Readingben, Angliában. Néhány évvel később több, mint száz ország 10 ezer iskolájában használták.  Az 1960-as és 1970-es években további helyekre jutott el az eszköz és a módszerek. 2000-ben az Amerikai Egyesült Államok központú Educational Teaching Aids (ETA) megszerezte az US Cuisenaire Companyt, és azóta az ETA/Cuisenaire üzletág foglalkozik a Cuisenaire-rudakkal és a hozzá kapcsolódó eszközökkel. 2004-ben az új-zélandi Michael Parekowhai képein és szobrain szerepeltek a rudak.

## Fordítás
Ez a szócikk részben vagy egészben  a   Cuisenaire rods című angol Wikipédia-szócikk fordításán alapul.  Az eredeti cikk szerkesztőit annak laptörténete sorolja fel. Ez a jelzés csupán a megfogalmazás eredetét és a szerzői jogokat jelzi, nem szolgál a cikkben szereplő információk forrásmegjelöléseként.